# Coprotus ochraceus
Coprotus ochraceus (P. Crouan & H. Crouan) J. Moravec – gatunek grzybów z rzędu kustrzebkowców (Pezizales).

## Systematyka i nazewnictwo
Pozycja w klasyfikacji według Index Fungorum: Coprotus, Incertae sedis, Pezizales, Pezizomycetidae, Pezizomycetes, Pezizomycotina, Ascomycota, Fungi.
Po raz pierwszy opisali go w 1867 r. Pierre Louis Crouan i Hippolyte Marie Crouan, nadając mu nazwę Ascobolus ochraceus. Obecną nazwę nadał mu w 1971 r. Jiří Moravec. Synonimy nazwy naukowej:
- Ascobolus ochraceus P. Crouan & H. Crouan 1867
- Ascophanus ochraceus (P. Crouan & H. Crouan) Boud. 1869
- Ascophanus ochraceus var. falcatus (Velen.) Svrček 1977
- Ascophanus violascens var. falcatus Velen. 1934

## Morfologia
Teleomorfa tworzy owocniki typu apotecjum (miseczka) o średnicy 0,5–1,5 mm, bez trzonu, zwykle w skupiskach, początkowo są kuliste lub o kształcie zbliżonym do kulistego, później dyskoidalne lub soczewkowate. Perydium zbudowane z cienkościennych komórek ko kształcie od wielokątnego do kulistego, o średnicy 25-30 µm, komórki brzeżne wydłużone, 6–8 × 12–14 µm z nieco pogrubionymi, lekko żółtawymi ściankami. Hamatecjumskłada się z prostych, nitkowatych septowanych wstawek o średnicy 1,5–2,5 µm z licznymi żółtawymi oleistymi gutulami w cytoplazmie, o wierzchołkach rozszerzonych do średnicy 4–5 µm i lekko zakrzywionych. Worki 90–150 × 11–21 µm, cylindryczne do cylindryczno-maczugowatych, zaokrąglone u góry i zwężające się u dołu, 8-zarodnikowe. Askospory przeważnie ułożone jednorzędowo, 13,5–18 × 7–11 µm, szerokoelipsoidalne, gładkie, bezbarwne do lekko żółtawych, każda z jednym pęcherzykiem de Bary’ego, bez galaretowatej osłonki lub peryspory.
Anamorfa nie jest znana.

## Występowanie i siedlisko
Podano stanowiska w Ameryce Północnej, Europie i Azji. W Polsce podano wiele stanowisk.
Grzyb koprofilny rozwijający się na odchodach zwierząt roślinożernych.